# 金文淳 (清朝)
金文淳（？—？），字質甫，號金門，浙江杭州府錢塘縣人，清朝官員。

## 生平
金文淳為詩人金志章之子。通經學，乾隆元年（1736年）曾獲推薦舉博學宏詞，未入選。乾隆四年（1739年）考中己未科二甲進士，選庶吉士，散館授翰林院編修。乾隆八年（1743年），出任奉天錦州府知府。乾隆十三年（1748年）三月，皇后富察氏病逝。乾隆帝十分悲痛，心情煩躁，借故處分了數十名文武官員。按滿洲習俗，逢天子、皇后喪事，官員服喪，百日內不得剃頭。金文淳被舉報在喪期剃頭，因而下獄。刑部漢尚書汪由敦、滿尚書盛安皆被牽連，金之淳擬斬立決，盛安斬監候。後來又查出的私自剃頭官員數名，包括巡撫周學健、滿洲大臣塞楞額等。乾隆帝命釋放金文淳、周學健，二人皆發配直隸修城贖罪。唯有塞楞額被賜自盡。
不久，金文淳修城結束。乾隆二十八年（1763年），起用為天津府知府。乾隆三十二年（1767年）六月，因所轄南皮縣知縣程如震短發地價一案牽連，本應照例降調。但乾隆帝追究前事，批示“金文淳曾經身獲重譴，加恩錄用。自復任知府以來，並未見其實心任事。今於程如震短發地價一案，又復漫無覺察。僅予降調，不足以示懲儆。金文淳著革職，發往軍臺效力贖罪”。後來曾主講天津問津書院，弟子多有成就。

### 引用
1. ↑  朱汝珍《詞林輯略》
2. ↑  《欽定盛京通志 (四庫全書本)/卷042》
3. ↑  奏為參奏錦州府知府金文淳剃頭事 （页面存档备份，存于） 數位典藏聯合目錄
4. ↑  奏為茶引商人金臺呈請願將每年餘息以助伊堂兄金文淳修城之用事 （页面存档备份，存于） 數位典藏聯合目錄
5. ↑  《清史稿·塞楞額傳》
6. ↑  奏為革職知府金文淳所修望都縣城工業已告竣事 （页面存档备份，存于） 數位典藏聯合目錄
7. ↑  《重修天津府志·卷十三·職官》頁五：金文淳，浙江錢塘進士，（乾隆）二十八年任，有傳。
8. ↑  《清高宗實錄·卷787》
9. ↑  移會稽察房為奉旨加恩錄用復任知府金文淳於南皮縣告病知縣程如震短發地價一案復漫無覺察著革職發往軍臺效力贖罪 （页面存档备份，存于） 數位典藏聯合目錄
10. ↑  《重修天津府志·卷四十·宦績》頁四十五：金文淳，字質夫，浙江錢塘人。進士。乾隆二十八年任天津知府。崇尚文士，惠政甚多。罷官後，主講問津書院，課生童如子弟。凡所識拔者，無不騰達云。

### 來源
- 趙爾巽等，《清史稿》
- 朱汝珍，《詞林輯略》
- 沈家本、荣铨、蔡启盛、徐宗亮，《重修天津府志》，清光緒二十五年（1899年）
- 周轩，《清宫流放人物》

| 官衔          | 官衔                                                     | 官衔            |
| ------------- | -------------------------------------------------------- | --------------- |
| 前任： 周元理 | 天津府知府 乾隆二十八年－乾隆三十二年 （1763年－1767年） | 繼任： 額爾金泰 |